# Port lotniczy Wau
Port lotniczy Wau (IATA: WUU, ICAO: HSWW) – port lotniczy położony w Wau, w Sudanie Południowym, stan Bahr el Ghazal Zachodni.

## Linie lotnicze i połączenia
| Linia Lotnicza        | Kierunek |
| --------------------- | -------- |
| Golden Wings Aviation | 1. Dżuba |